# 545839 Hernánletelier
545839 Hernánletelier è un asteroide della fascia principale. Scoperto nel 2011, presenta un'orbita caratterizzata da un semiasse maggiore pari a 2,7528101 au e da un'eccentricità di 0,1916510, inclinata di 8,42344° rispetto all'eclittica.